# Need for Speed: Nitro
Need for Speed: Nitro là video game đua xe phiên bản thứ 14 của dòng Need for Speed. Nó được phát hành bởi Electronic Arts dành cho nền tảng Wii và Nintendo DS, nó là game đầu tiên trong series không dành cho PC. Nó được công bố vào tháng 1 như là một phần của 3-game được công bố trong đó có Need for Speed: Shift và Need for Speed: World. Game được phát triển bởi EA Montreal, hãng này đã có kinh nghiệm trong việc phát triển các game thuộc nền tảng Nintendo, mặc dù phiên bản DS được phát triển một cách riêng lẻ bởi một hãng ở Florida là Firebrand Games. Một phiên bản cải tiến của phiên bản DS, Need for Speed: Nitro-X, được tung ra vào tháng 11 năm 2010 bởi DSiWare.

## Lối chơi

Need for Speed: Nitro có các tính năng xe không thực tế với cuộc sống.

Need for Speed: Nitro là một game đua xe mang phong cách arcade nhấn mạnh tốc độ và sự hứng thú hơn là sự thực tế. Phiên bản Wii cho phép tối đa 4 người chơi điều khiển 4/8 xe đua cùng một lúc, trong một cuộc đua Drag thì cho phép tối đa 4 xe đua tham gia.

### Chế độ
Có nhiều chế độ đua khác nhau, cụ thể là circuits, team circuits, elimination races, drift challenges, speed trap challenges, drag challenges và time attacks. Chế độ Career cho phép người chơi tham gia một số giải cup và hoàn thành một bảng nhiệm vụ, Trong khi chế độ Arcade lập tức đưa người chơi vào một cuộc đua với độ khó cũng như điều kiện đua đã được điều chỉnh. Trong cuộc đua, cảnh sát sẽ cố gắng cản trở và gây thiệt hại, điều này khiến tốc độ và số lượng nitro có sẵn của xe người chơi bị giảm. Cảnh sát không có mặt trong cuộc đua drag. Biểu tượng power-up có mặt trong cuộc đua, nó giúp sửa chữa những hư hỏng một cách nhanh chóng và tăng mức heat-level. Trong một cuộc đua, người chơi sẽ được trao tặng "style points", dựa trên khả năng thực hiện powerslides và drafting, và mức nạp nitro theo thời gian. Có một nitro nhỏ và một nitro mạnh mẽ giống như phiên bản Need for Speed: Hot Pursuit dành cho Wii.

### Own It
Game có một tính năng được gọi là "Own It"; trong khi một chiếc xe dẫn đầu, khung cảnh xung quanh, những tòa nhà và vạch kẻ đường sẽ có màu trùng với màu của chiếc xe đó, và được trang trí bằng tranh Graffiti, và tags giống như của xe, tất cả những điều này đều có thể được tạo ra với hệ thống điều chỉnh mới của game. "Own it" là một cách thuận tiện để nhận biết được người dẫn đầu một cuộc đua, và người chơi sẽ nhận được "style point" nếu về đích đầu tiên.

### Đường đua
5 thành phố có mặt trong trò chơi là Rio de Janeiro, Cairo, Madrid, Singapore, và Dubai  (và San Diego trong phiên bản DS). Mỗi thành phố có 2 đường đua vòng, một đường dành cho cuộc đua drag, và giành các đoạn của một đường dành cho các cuộc đua time trial, speed trap, và drift events. Hai đường đua vòng ở Dubai Palm Jumeirah (đảo cây cọ) và Dubai Marina. Đường đua drag hầu như theo một đường thẳng. Tại Dubai, Burj Khalifa, Burj Al Arab, và Jumeirah Beach Hotel có thể được quan sát khi đua. Tại Singapore, cuộc đua diễn ra trong hoàng hôn. Ở các thành phố còn lại, cuộc đua diễn ra trong ngày.

### Xe
Có 30 chiếc xe có mặt trong phiên bản dành cho Nintendo Wii. Và chúng được phân ra làm 3 lớp xe. Lớp "C" là những chiếc xe dành cho gia đình như chiếc Renault 4. Chiếc Tesla Roadster, một chiếc xe điện, cũng nằm trong lớp "C". Lớp "B" là những chiếc xe có hiệu suất cao như chiêc Ford Escort RS Cosworth và Nissan Skyline GT-R. Lớp cuối cùng, "A", là những siêu xe, như chiếc Ford GT và Nissan GT-R. Ngoài ra cũng có 3 chiếc SUV không được công bố nhưng cũng có sẵn trong trò chơi này, chúng là Porsche Cayenne Turbo S (lớp "B"), Hummer H2 SUT và Ford Explorer Sport Trac Adrenalin (lớp "C").
Dưới đây là danh sách những chiếc xe có trong Need for Speed: Nitro:

#### Exotic
- Audi R8 (A)
- Ford GT (A)
- Lamborghini Gallardo LP 560-4 (A)
- Lamborghini Reventón (A)
- Pagani Zonda R (A)
- Porsche 911 GT3 RS (A)
- Porsche Cayman S (B)
- Nissan GT-R (A)

#### Tuner
- Audi TT RS (class A)
- Ford Escort RS Cosworth (B)
- Mitsubishi Lancer Evolution (B)
- Nissan 370Z (Z34) (cB)
- Nissan Skyline (B)
- Subaru Impreza WRX STI (B)
- Toyota Corolla (C)

#### Muscle
- Chevrolet Camaro (C)
- Chevrolet Corvette C3 (B)
- Chevrolet Corvette C6 ZR1 (A)
- Dodge Challenger (A)
- Dodge Charger R/T (B)
- Ford Shelby GT500 (2010) (A)
- Shelby GT500 (1967) (B)

#### Electric
- Tesla Roadster (class C)

#### Family
- Ford Explorer Sport Trac Adrenalin (C)
- Hummer H2 SUT (C)
- Nissan Cube (C)
- Porsche Cayenne Turbo S (B)
- Renault 4L (C)
- Volkswagen Beetle (C)
- Volkswagen Type 2 (C)

### Những tay đua/nhân vật
Có 35 tay đua có tên trong phiên bản dành cho Wii. Jawad là tay khó đánh bại nhất. Anh ta đến từ Dubai và lái một chiếc Lamborghini Reventón màu đen. Trong một đoạn video Jawad ném tiền vào phía ống quay, tương tự như Eddie trong Need for speed: Underground khi người chơi thua cuộc đua. Anh ta có một bộ râu, ria mép màu đen, kính mát màu cam, chiếc đồng hồ màu bạc, anh ta cũng mang một chiếc Keffiyeh của người Ả Rập. Tay đua giỏi nhất Cairo là Omar. Tay đua giỏi nhất Rio de Janeiro là Thiago. Tay đua giỏi nhất Madrid là Luis. Tay đua giỏi nhất Singapore là Zarinah.

## Soundtrack

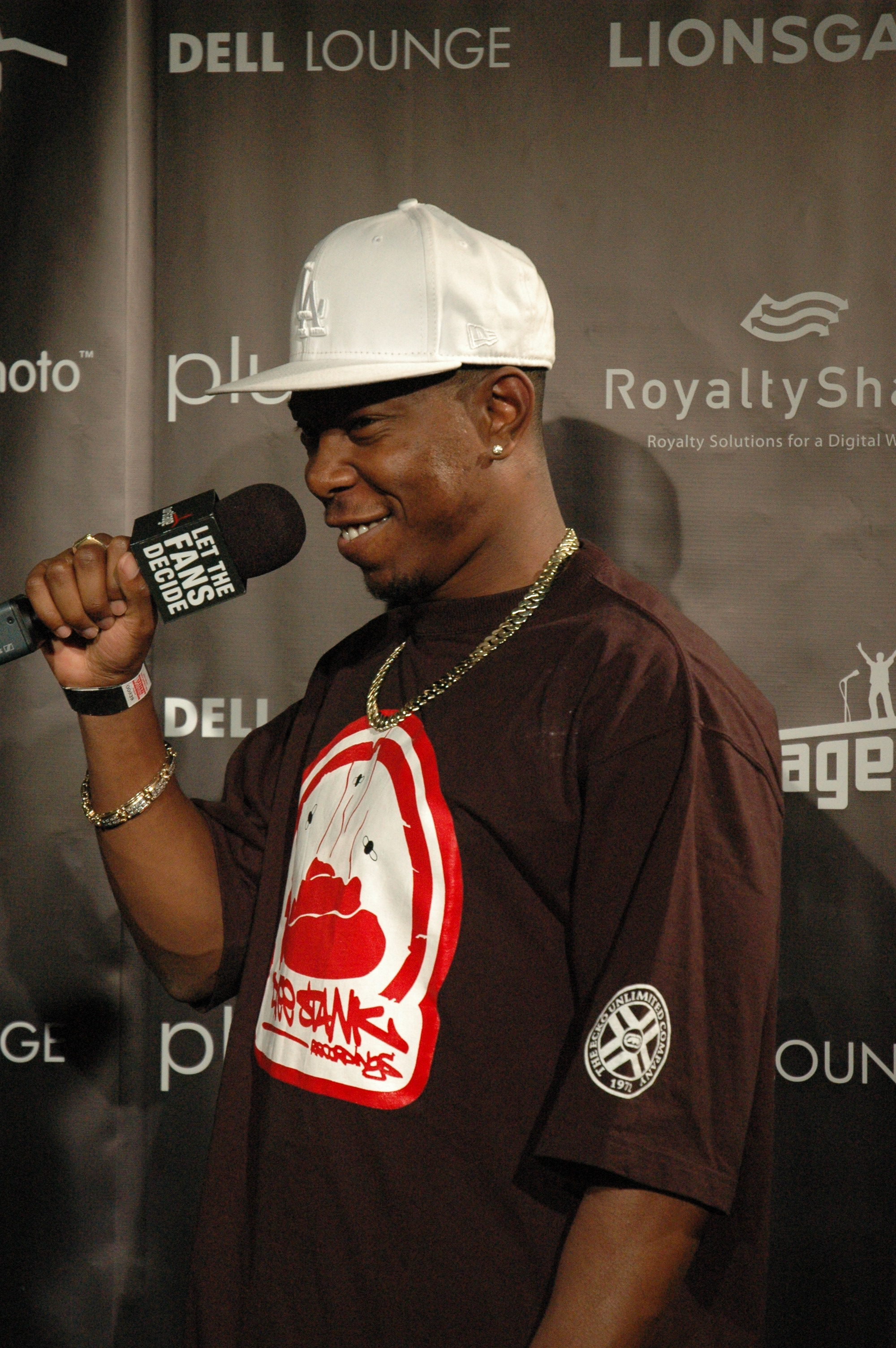
Dizzee Rascal năm 2008

Có 26 bài trong Need for Speed: Nitro phiên bản dành cho Wii. Một vài nghệ sĩ có mặt trong soundtrack là k-os, Dizzee Rascal, Danko Jones, LMFAO, và Crystal Method.
Dưới đây là danh sách những bài hát có trong Need for Speed: Nitro Wii:
- Alex Metric - What Now
- Bloody Beetroots feat. Cool Kids - Awesome
- Crookers feat. Wiley and Thomas Jules - Business Man
- Crystal Method feat. LMFAO - Sine Language
- Danko Jones - Code Of The Road
- Dizzee Rascal and Armand Van Helden - Bonkers
- Drumagik - Make It Rock
- Earl Greyhound - Oye Vaya
- edIT feat. Wale and Tre' - Freaxxx
- Evil 9 - All The Cash (Alex Metric Remix) Feat. El-P
- Hollywood Holt - Can't Stop
- k-os - FUN!
- Lady Sovereign - I Got You Dancing
- Major Lazer feat. Mr.Lex & Santigold - Hold The Line
- Matt & Kim - Daylight (Troublemaker Remix)
- Mickey Factz - Yeah Yeah
- Pint Shot Riot - Not Thinking Straight
- Placebo - Breathe Under Water
- Rise Against - Kotov Syndrome
- Roots Manuva - Buff Nuff
- Rye Rye - Hardcore Girls
- Street Sweeper Social Club - Fight! Smash! Win!
- Taking Back Sunday - Lonely Lonely
- The Enemy - No Time For Tears
- The Gay Blades - O Shot (Dmerit Remix)
- Two Fingers feat. Sway DaSafo - Jewels And Gems

## Đánh giá
Need for Speed: Nitro nhận được nhiều lời đánh giá khác nhau sau khi được tung ra. Mark Bozon của IGN xếp điểm 8.0 trên 10 cho phiên bản Wii, ông nói rằng "Nitro là một vụ nổ bất chấp một vài lỗi lầm". Mặc dù 1Up thích cái tên, họ vẫn chỉ trích campaign của trò chơi, xếp hạng B-. Eurogamer ít cảm thấy ấn tượng, và xếp điểm 5 trên 10, nói rằng các nhiệm vụ căng thẳng lặp đi lặp lại khiến nó mất đi sự hứng thú. Mặc dù vậy, Eurogamer đánh giá cao sự sáng tạo trong việc sử dụng thay đổi cấp độ khó tùy thuộc vào sự xuất hiện xe của người chơi. Official Nintendo Magazine đưa ra một đánh giá tích cực hơn, đánh giá 80% và nói rằng; "Need For Speed: Nitro không làm bất cứ điều gì đáng chú ý. Nó không quảng cáo như những trò chơi trước, nó không có các hiệu ứng hình ảnh quá đặc biệt có thể cuốn bạn đi, và nó không cung cấp online multiplayer gameplay để có những người bạn chơi cùng trong nhiều năm tới. Đó là chỉ đơn giản là vui vẻ để chơi, và tập trung vào chất lượng hơn số lượng, EA đã quản lý để đặt lại với nhau một trong những trò chơi đua xe hay nhất trên Wii. " 